# Milan Galić
Milan Galić (en serbio: Милан Галић; Maleševci, Bosansko Grahovo, 8 de marzo de 1938 − Belgrado, 13 de septiembre de 2014) fue un futbolista serbio que jugaba en la demarcación de delantero. Jugó 51 partidos con la selección de fútbol de Yugoslavia y marcó 37 goles.
Participó en los Juegos Olímpicos de Roma 1960 donde ganó la medalla de oro. En la Eurocopa 1960 celebrada en Francia quedó subcampeón tras perder en la final contra la Unión Soviética por 2-1. En la Copa Mundial de Fútbol de 1962 celebrada en Chile terminó en cuarta posición, tras perder el partido por el tercer y cuatro lugar contra el anfitrión por 1-0.
En 1962 fue elegido el deportista del año de Yugoslavia por el diario deportivo serbio DSL Sport.

## Clubes
| Club                    | País       | Año         | Partidos | Goles |
| ----------------------- | ---------- | ----------- | -------- | ----- |
| F. K. Partizan Belgrado | Yugoslavia | 1958 - 1966 | 148      | 74    |
| Standard Lieja          | Bélgica    | 1966 - 1970 | 84       | 33    |
| Stade de Reims          | Francia    | 1970 - 1973 | 55       | 18    |